# Ogallala (Nebraska)
Ogallala város az USA Nebraska államában, Keith megyében, melynek megyeszékhelye is. Lakosainak száma 4878 fő (2020. április 1.).
Először mint Pony Express állomás, majd mint az első transzkontinentális vasútvonal egyik állomása miatt vált híressé.

## Története
Ogallala először a Texasból az ott található Union Pacific vasútállomásra tartó marhahajtások végállomásaként vált híressé. Ezeket az utakat Western vagy Great Western trails néven ismerték. 1867. május 24-én érte el a Union Pacific vasútvonal Ogallalát. 1875-ig nem alapították meg magát a várost, és csak 1884-ben jegyezték be. A város nevét az Oglala sziú törzsről kapta.